# Янева, Жана
Жана Янева (болг. Жана Янева; род. в 1990 году) — болгарская модель, победительница конкурса красоты Мисс Вселенная Болгария 2012, представляла Болгарию на конкурсе Мисс Вселенная 2012.

## Мисс Вселенная Болгария 2012 и Мисс Вселенная 2012
Жана Янева (из Благоевграда) победила в конкурсе Мисс Вселенная Болгария 2012, состоявшегося 29 сентября в клубе Big Apple, София. Рост Жаны 178 см, Янева представляла Болгарию на конкурсе «Мисс Вселенная 2012» 19 декабря 2012 года в Лас-Вегасе, штат Невада, США. Представительница Болгарии снова представила страну на международном конкурсе после двухлетнего перерыва. До этого представительница Болгарии Элица Любенова участвовала в конкурсе Мисс Вселенная в 2009 году.
Кроме конкурса Мисс Вселенная Болгария, Жана победила в конкурсе «Мисс Благоевград 2008», заняла второе место в конкурсе «Мисс София Осень 2010» и выиграла конкурс «Мисс Мэрилин Благоевград 2010».